# Jordan B. Cooper
Jordan Brian Cooper (* 20. Jahrhundert in den Vereinigten Staaten) ist ein US-amerikanischer lutherischer Theologe und Autor, ordinierter Pastor in der American Association of Lutheran Churches und Professor für Lutherische Dogmatik am American Lutheran Theological Seminary, dem theologischen Seminar der AALC. Von 2020 bis 2024 war er Präsident des Seminars. Darüber hinaus betreibt er den Podcast Just & Sinner und veröffentlicht Beiträge auf der Videoplattform YouTube.

## Leben

### Ausbildung
Cooper studierte bis 2010 Biblische Studien (B.A.) am Geneva College in Beaver Falls, Pennsylvania. Anschließend absolvierte er mehrere weiterführende Studien. So 2012 am The Wittenberg Institute (M.Th.), 2015 o. 2016 am American Lutheran Theological Seminary (MTS) und im Jahr 2017 am fernunterrichtenden South African Theological Seminary (M.A. in Theologie). Dort erlangte er auch seinen Ph.D. im Fachbereich Theologie.

### Werdegang
Sein Vikariat verbrachte Cooper im Westen Massachusetts, woraufhin er in der American Association of Lutheran Churches ordiniert wurde. In Folge diente er von 2012 – in diesem Jahr gründete er ebenfalls die Organisation Just & Sinner – bis 2014 an der Hope Lutheran Church in Brighton, Iowa und von 2014 bis 2018 an der Faith Lutheran Church in Watseka, Illinois als Pastor. Von dort zog er nach Ithaca, New York, wo er im Zeitraum 2018 bis zum Sommer 2020 als Ministry Fellow (Seelsorger) bei der Christian Union an der Cornell University wirkte.
Im Jahr 2020 begann er Systematische Theologie am American Lutheran Theological Seminary zu lehren und wurde nach vier Jahren von der AALC zum Präsidenten des Seminars berufen. Nach weiteren vier Jahren im Amt trat er 2024 von diesem zurück. Gegenwärtig ist er Professor für Lutherische Dogmatik am ALTS und daneben Campus Minister in Residence der Lutheran Student Fellowship an der Cornell University.
Cooper ist Autor einer Reihe von Büchern und Aufsätzen. Er hält Vorträge und produziert Videos sowie Podcasts.

### Privates
Jordan Cooper lebt in Ithaca, New York mit seiner Ehefrau Lisa sowie ihren zwei Söhnen.

## Veröffentlichungen (Auswahl)
- The Righteousness of One. An Evaluation of Early Patristic Soteriology in Light of the New Perspective on Paul. Vorwort von Peter J. Leithart. Wipf and Stock, Eugene, Oregon 2013, ISBN 978-1498266062.
- Christification. A Lutheran approach to theosis. Wipf & Stock, Eugene, Oregon 2014, ISBN 978-1625646163.
- The Great Divide. A Lutheran Evaluation of Reformed Theology. Wipf and Stock, Eugene, Oregon 2015, ISBN 978-1498224253.
- Hands of faith. A historical and theological study of the two kinds of righteousness in Lutheran thought. Wipf & Stock Publishers, Eugene, Oregon 2016, ISBN 9781498235938.
- Lex Aeterna. A Defense of the Orthodox Lutheran Doctrine of God's Law and Critique of Gerhard Forde. Wipf and Stock Publishers, Eugene 2017, ISBN 978-1532616358.
- Liturgical worship. A Lutheran introduction. Just & Sinner Publishing House, Watseka, IL 2018, ISBN 978-0692465776.
- Prolegomena. A defense of the scholastic method. Weidner Institute, Ithaca, NY 2020, ISBN 978-1952295256.